# Appleton (Wisconsin)
Appleton város az USA Wisconsin államában, Harry Houdini itt töltötte gyerekkorát. Lakosainak száma 75 644 fő (2020. április 1.).

## Népesség
A település népességének változása:
| Lakosok száma | 70 087 | 72 623 | 75 644 |
|               | 2000   | 2010   | 2020   |